# Coriolano Vighi
Coriolano Vighi (Firenze, 1846 – Bologna, 1905) è stato un pittore italiano, specializzato in paesaggi e marine.

## Biografia

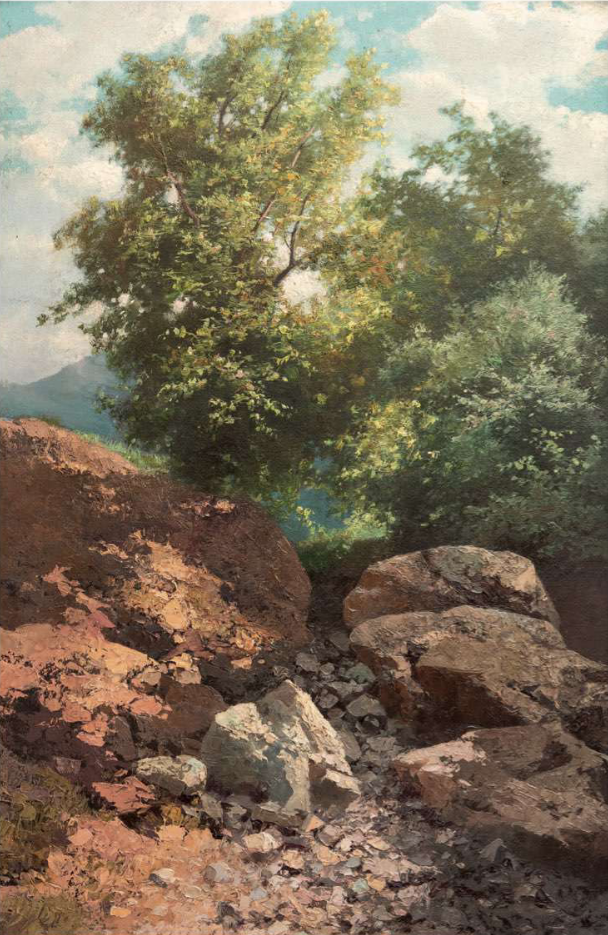
Scorcio di bosco, olio su tavola, s.d.

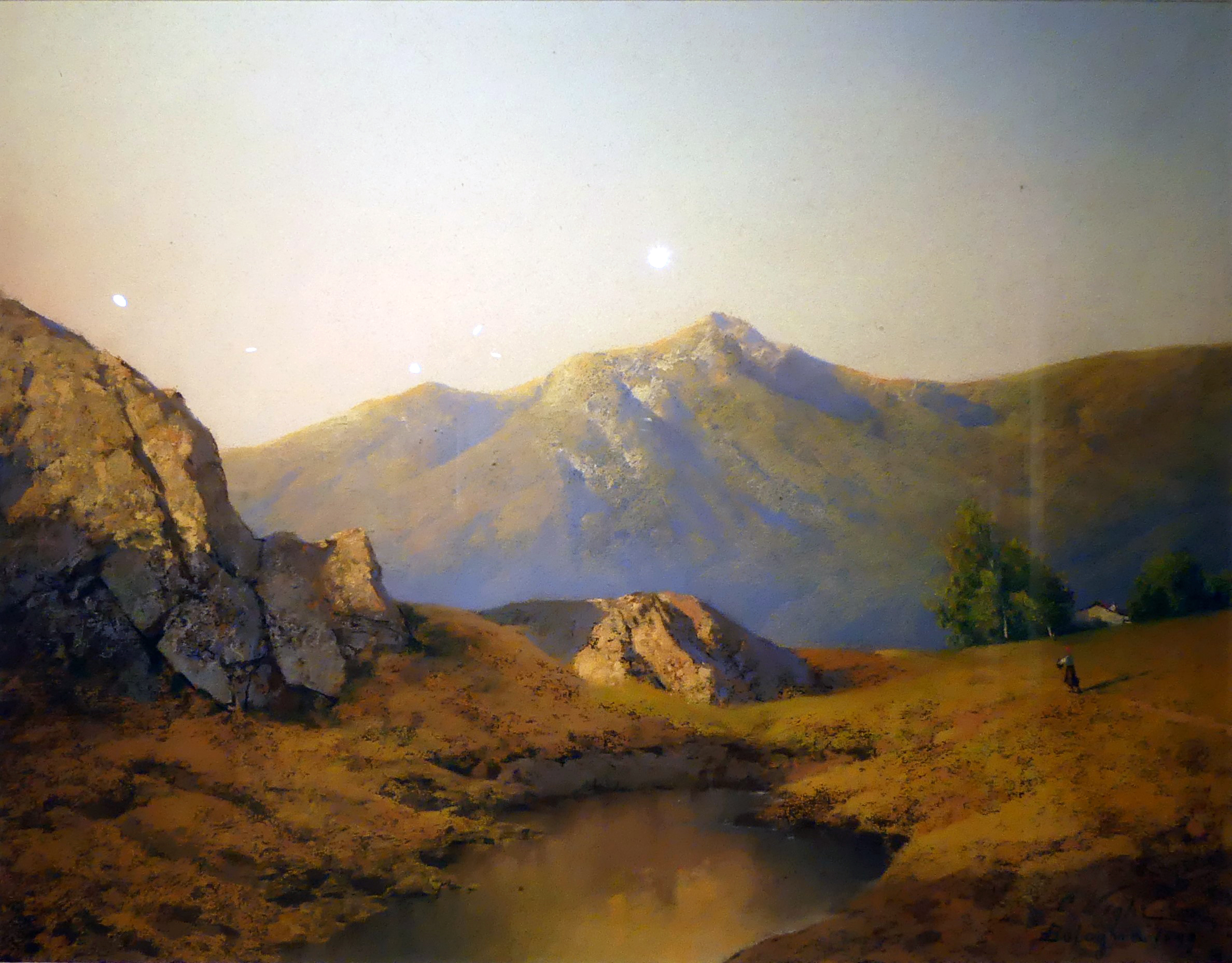
Paesaggio, pastello su carta, 1899

Fiorentino di nascita, Coriolano Vighi visse e lavorò a Bologna, città in cui si svolse anche la sua formazione artistica.
Cominciò a farsi conoscere negli anni ottanta dell'Ottocento.
Nel 1880 espose a Torino Tempo piovoso, accolto positivamente. L'anno successivo, i suoi quadri Dai verdi, Lungo il fiume e Era il giugno e crepuscolo esposti a Milano ottennero nuovamente un certo successo. Fu di nuovo a Torino nel 1884 con Campagna mestae Pace ignorata, considerate da De Gubernatis «bellissime tempre».
A Bologna, nel 1888 fu ammirato per un pastello intitolato L'avvicinarsi della procella.
Nel 1904 con il quadro Nidi d'aquila ottenne la medaglia del Salon di Parigi. L'anno successivo venne invitato alla Biennale di Venezia.
Pittore paesista, ma lontano dal verismo imperante, secondo Oreste Trebbi Vighi produsse una quantità di opere «che rasenta il fantastico».
Aveva il suo studio a Palazzo Bentivoglio. Nonostante la vena malinconica dei suoi quadri condusse una vita gaudente e spensierata, piegandosi, in tempi di scarsi guadagni, a dipingere insegne e scatole di biscotti.
Solo verso la fine della sua vita, grazie a un mecenate tedesco, conobbe una certa fama anche all'estero, presso l'aristocrazia e le famiglie regnanti, e potrà godere di una qualche agiatezza. Tra i suoi committenti anche lo Zar di Russia, che come compenso per alcuni suoi paesaggi gli conferì un'onorificenza e una cospicua somma di denaro.
La sua fama era ancora crescente quando morì. Il comune di Bologna gli concesse una sepoltura alla Certosa di Bologna, con una lapide realizzata da artisti amici e colleghi.
Sue opere sono conservate in varie collezioni, tra cui le Collezioni d'Arte e di Storia della Fondazione Carisbo e il Museo Ottocento Bologna.

## Riconoscimenti
Nel 1959 gli fu intitolata una via a Bologna.